# Arvingarnas jul
Arvingarnas jul är en julskiva från 1995, gjord tillsammans av de svenska dansbanden Arvingarna, Streaplers och Flamingokvintetten.
Vintern 2020 sände TV4-kanalen "Sjuan" en julkonsert inspelad hemma hos Lars "Lasseman" Larsson.

## Låtlista
1. Det lyser en stjärna - Arvingarna
2. Vi längtar efter julen - Flamingokvintetten
3. Julens stjärna - Streaplers
4. Frosty the Snowman - Arvingarna
5. Bella Notte - Flamingokvintetten
6. Jingle Bell Rock - Streaplers
7. Vinter i stan - Arvingarna
8. Hej, mitt vinterland - Flamingokvintetten
9. Julaftonsnatt - Streaplers
10. När det snöar - Flamingokvintetten
11. Julen utan dej - Streaplers
12. Låt julen förkunna - Arvingarna